# Шон Девіс
Шон Девіс (англ. Sean Davis, нар. 20 вересня 1979, Лондон) — англійський футболіст, що грав на позиції півзахисника.
Виступав, зокрема, за клуби «Фулгем», «Портсмут» та «Болтон Вондерерз», а також молодіжну збірну Англії.
Володар Кубка Англії з футболу.

## Клубна кар'єра
У дорослому футболі дебютував 1996 року виступами за команду «Фулгем», у якій провів вісім сезонів, взявши участь у 155 матчах чемпіонату. 
Протягом 2004—2006 років захищав кольори клубу «Тоттенгем Готспур».
Своєю грою за останню команду привернув увагу представників тренерського штабу клубу «Портсмут», до складу якого приєднався 2006 року. Відіграв за клуб з Портсмута наступні три сезони своєї ігрової кар'єри. Більшість часу, проведеного у складі «Портсмута», був основним гравцем команди. За цей час виборов титул володаря Кубка Англії з футболу.
У 2009 році уклав контракт з клубом «Болтон Вондерерз», у складі якого провів наступні три роки своєї кар'єри гравця. 
Завершив ігрову кар'єру у команді «Бристоль Сіті», за яку виступав протягом 2012 року.

## Виступи за збірну
Протягом 2000–2002 років залучався до складу молодіжної збірної Англії. На молодіжному рівні зіграв у 12 офіційних матчах, забив 1 гол.

## Титули і досягнення
- Володар Кубка Англії з футболу (1):

«Портсмут»: 2007-2008